# Баркам
Баркам (кит.: 马尔康市; тиб. འབར་ཁམས་གྲོང་ཁྱེར།) — місто-повіт у центральнокитайській провінції Сичуань, адміністративний центр Нгава-Тибетсько-Цянської автономної префектури.

## Географія
Баркам розташовується на захід від гірського пасма Цюнлайшань, лежить на річці Дадухе.

### Клімат
Місто знаходиться у зоні, котра характеризується океанічним кліматом субтропічних нагір'їв. Найтепліший місяць — липень із середньою температурою 16.7 °C (62 °F). Найхолодніший місяць — січень, із середньою температурою 0.6 °С (33 °F).
| Клімат Баркама          | Клімат Баркама | Клімат Баркама | Клімат Баркама | Клімат Баркама | Клімат Баркама | Клімат Баркама | Клімат Баркама | Клімат Баркама | Клімат Баркама | Клімат Баркама | Клімат Баркама | Клімат Баркама | Клімат Баркама |
| Показник                | Січ.           | Лют.           | Бер.           | Квіт.          | Трав.          | Черв.          | Лип.           | Серп.          | Вер.           | Жовт.          | Лист.          | Груд.          | Рік            |
| Середній максимум, °C   | 10             | 12             | 16             | 19             | 22             | 23             | 24             | 25             | 21             | 18             | 14             | 10             | 17             |
| Середня температура, °C | 1              | 4              | 7              | 11             | 14             | 16             | 17             | 17             | 14             | 10             | 5              | 1              | 9              |
| Середній мінімум, °C    | −7             | −4             | 0              | 2              | 6              | 9              | 11             | 10             | 8              | 3              | −2             | −7             | 2              |
| Норма опадів, мм        | 2              | 6              | 18             | 47             | 103            | 153            | 130            | 102            | 134            | 59             | 8              | 2              | 763            |
| ----------------------- | -------------- | -------------- | -------------- | -------------- | -------------- | -------------- | -------------- | -------------- | -------------- | -------------- | -------------- | -------------- | -------------- |
| Джерело: Weatherbase    |                |                |                |                |                |                |                |                |                |                |                |                |                |